# Бут Юрій Анатолійович
Ю́рій Анато́лійович Бут (нар. 5 вересня 1967, Батурин, Бахмацького району) — український політик. Депутат Верховної Ради України 6-го скликання, член фракції Блоку «Наша Україна — Народна самооборона» (листопад 2007 — березень 2011), член Комітету з питань правосуддя (з грудня 2007).

## Освіта
Кандидат юридичних наук з 1999 року.
1988 року з золотою медаллю закінчив Московське вище загальновійськове командне училище імені Верховної Ради РРСФР. У 1991–1994 роки — слухач юридичного факультету Військового Червонопрапорного інституту Міністерства Оборони РФ (з 1994 року — Військова академія економіки, фінансів та права Збройних Сил РФ), закінчив з золотою медаллю. 2002–2003 роки — навчання в докторантурі Національної академії державного управління при Президентові України, м. Київ.

## Біографія
У 1988–1990 роках — командир взводу мотострілецького полку Південної групи військ, Угорщина. Протягом 1990–1991 років — командир взводу мотострілецького полку, м. Луганськ. З 1994-го до 1999-го року працював викладачем, старшим викладачем Військової академії ракетних військ стратегічного призначення ім. Ф. Е. Дзержинського МО РФ, м. Москва. В 2000–2002 роках обіймав посаду директора Центру міжнародних проектів і співробітництва Російської академії державної служби при Президентові РФ, м. Москва. В 2004–2007 роках — директор ТОВ «Об'єднані консультанти України», м. Київ. З 2005 року — доцент кафедри цивільно-правових дисциплін Київського національного університету культури і мистецтв, м. Київ.

## Громадська діяльність
У 2007 році під час виборчої кампанії до Верховної Ради України очолював штаб Чернігівської обласної організації «Народна самооборона». Позапартійний.
Народний депутат України 6-го скликання з 23 листопада 2007 року від Блоку «Наша Україна — Народна самооборона», № 36 в списку. На час виборів: доцент кафедри цивільно-правових дисциплін Київського національного університету культури і мистецтв, безпартійний.

## Родина
Одружений, дружина — Марія В'ячеславівна. Виховує трьох дітей.

## Діяльність
27 квітня 2010 року голосував за ратифікацію угоди Януковича — Медведєва, тобто за продовження перебування Чорноморського Флоту Росії на території України до 2042 р.
5 червня 2012 голосував за проект Закону України «Про засади державної мовної політики», в якому затверджується посилення статусу російської мови.

## Нагороди
Заслужений юрист України (23 серпня 2011).